# Urbano VI
Urbano VI (en latín: Urbanus VI), de nombre secular Bartolomeo Prignano (Itri, c. 1318-Roma, 15 de octubre de 1389), fue el papa 202.º de la Iglesia católica entre 1378 y 1389. Fue elegido pontífice romano en uno de los cónclaves más cortos y conflictivos de la historia de la Iglesia. Fue, además, el primer papa italiano luego de casi setenta años de papado de Aviñón y el último obispo de Roma elegido sin ser antes cardenal.

## Orígenes
Nacido como Bartolomeo de Prignano, emigró con su familia a Aviñón en 1338. En 1364 fue consagrado arzobispo de Acerenza (Nápoles) y en 1377 pasó a Bari.
Bartolomeo de Prignano fue administrador de Gregorio XI, el papa que trasladó nuevamente la sede papal de Aviñón a Roma.

## Pontificado

### Elección
El cónclave se inició el 7 de abril de 1378, con la presencia de solo 16 cardenales de los 22 que formaban el colegio cardenalicio ya que no se esperó la llegada de los cardenales que se encontraban en Aviñón. Los cardenales se encontraban divididos en tres facciones, cada una con su propio candidato a suceder a Gregorio XI: dos francesas (lemosinos y galicanos) que sumaban diez cardenales, y una italiana que contaba con cuatro miembros. Los dos restantes cardenales, el aragonés Pedro de Luna y el francés Roberto de Ginebra podían considerarse neutrales.
Pero el elemento que verdaderamente influiría en la elección papal fue el pueblo romano, quien temeroso de que si la elección recaía en un cardenal francés, la sede papal retornaría a la ciudad francesa de Aviñón, se concentró a la entrada del cónclave con gritos de "romano lo volemo" (romano lo queremos) y "al manco italiano" (al menos italiano). Dado que los únicos romanos presentes no eran aptos, uno (Francesco Tebaldeschi) por ser demasiado viejo y otro (Pietro Orsini) por ser demasiado joven, y presionados por las manifestaciones en la Plaza de San Pedro, los cardenales optaron por elegir a un italiano, el napolitano Bartolomeo Prignano, arzobispo de Bari, que al no ser cardenal no se encontraba participando en el cónclave, por lo que fue reclamada su presencia, manteniéndose su elección en secreto ya que era preciso su consentimiento.
Cuando el cardenal Orsini intenta dirigirse al populacho gritándole: "Id a San Pedro", es malinterpretado y la multitud cree que el elegido ha sido el cardenal de San Pedro, el anciano Tebaldeschi. Otro cardenal intenta subsanar el error gritando a su vez: "Bari, Bari" indicando con ello que el elegido es el arzobispo de dicha ciudad italiana. Pero la multitud cree que lo que se ha anunciado es que el elegido ha sido el cardenal francés Jean de Bar, lo que provoca el asalto del Vaticano y que los cardenales, temiendo por su seguridad personal, presenten a Tebaldeschi como nuevo pontífice.
Gracias a esta estratagema los cardenales pudieron abandonar el cónclave, pero al correrse por Roma la voz de que todo es un engaño, el pueblo, al grito de “¡non le volemo!” y "mueran los cardenales", impide que estos abandonen la ciudad. La situación se normaliza cuando Prignano llega al cónclave, acepta el nombramiento y aclarando el malentendido es entronizado papa con el nombre de Urbano VI con el entusiasmo del pueblo.

### Reforma de la Iglesia
Todos los cardenales, incluidos los franceses de Aviñón, fueron favorables a las primeras medidas de Urbano VI para evitar abusos, reformar la Curia Romana y favorecer la unidad en la Iglesia. Sin embargo, al poco tiempo comienza a mostrarse altanero, desconfiado y colérico en sus relaciones con los cardenales, reprochándoles en público su absentismo, lujo y vida lasciva.
Por otra parte, Urbano VI se creó enemigos al entrometerse en la política del Reino de Nápoles, insultando a Otón IV de Brunswick-Grubenhagen y declarando que el reino estaba mal gobernado por Juana I de Nápoles, a quien amenazó con deponer y meter en un convento por no haber pagado los tributos que Nápoles debía a la Santa Sede por ser feudo pontificio.[cita requerida]

### La declaración de Anagni
La actitud del Papa, junto al hecho de que se negara a volver a Aviñón, hace que, con la excusa del calor que padecía Roma, los cardenales, salvo los cuatro italianos, animados por el refrendario Martín de Zalba, se reúnan en Anagni donde, el 
9 de agosto  de 1378 publican una declaración a toda la cristiandad en la que anulaban la elección de Urbano VI, asegurando que ésta era ilegal al haberse efectuado por miedo a la violencia del populacho. Declaran vacante la Santa Sede y convocan la reunión de un nuevo cónclave. Algunos cardenales especialmente italianos, reclamaban el arbitraje de un concilio ecuménico.

### El Cisma de Fondi
El 20 de septiembre de 1378, con la esperanza de que Urbano VI abdicara, los cardenales que en su día le habían elegido, incluidos los romanos salvo el fallecido Tebaldeschi, se reúnen en Fondi, en el territorio de Nápoles, proceden a realizar una nueva elección, con el apoyo de Carlos V de Francia, en la persona del cardenal Roberto de Ginebra, que adoptó el nombre de Clemente VII, dando inicio al Cisma de Occidente que duraría hasta 1417.
La cristiandad se vio dividida en dos obediencias. El Sacro Imperio Romano Germánico, Flandes e Italia, con excepción de Nápoles, consideraron legítimo a Urbano VI; Castilla, Aragón y Navarra se declaran en una prudente espera, mientras que el resto de Europa dio su apoyo al antipapa Clemente VII. Dos papas, dos colegios cardenalicios. Urbano VI fue declarado excomulgado por el antipapa francés y fue llamado "el Anticristo". La opinión eclesial actual considera como papa electo conforme a derecho a Urbano VI, mientras que Clemente VII fue elegido de forma no canónica, de ahí que en la historia se le conozca con el nombre de antipapa.

### Conflicto con Carlos III de Nápoles

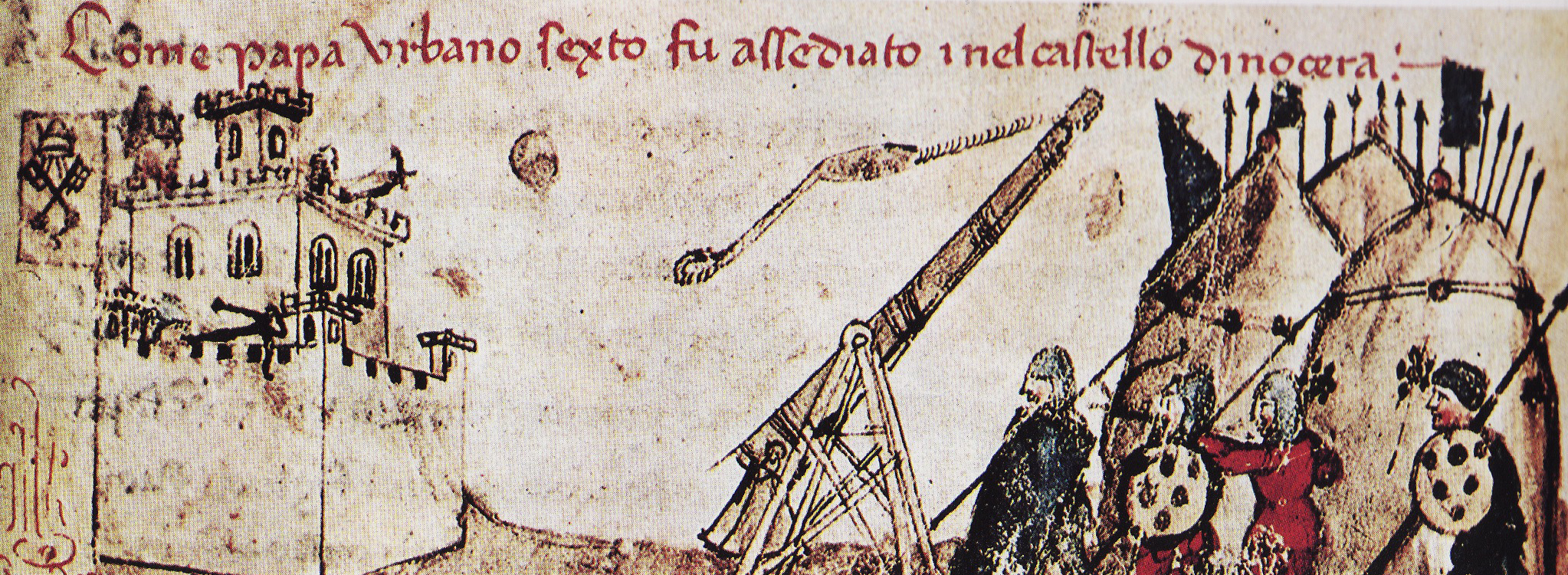
Urbano VI es sitiado por el ejército de Carlos III de Nápoles. Crónicas de Giovanni Sercambi

Los sucesos se precipitaron. Urbano VI nombró 29 cardenales, de los cuales 20 eran italianos, depuso a Juana de Nápoles por su oposición, nombrando nuevo rey a Carlos Durazzo quien, tras la muerte de la reina Juana, perdió el favor papal por no cumplir un pacto que había hecho con él, de casar a Francisco Prignano, sobrino del papa, con Inés Ruffo, pariente directa de Carlos.
El Papa se dirigió al sur de Italia, a la ciudad de Aversa, para negociar con el rey, en contra de la opinión de los cardenales. Al llegar a la ciudad fue recibido por el mismo rey, sin embargo, este lo hizo prisionero la noche del 30 de octubre de 1383. Los cardenales intervinieron y se llegó a un acuerdo. Urbano VI  dejó Aversa y se refugió en Nocera, desde donde continuó con una actitud medio hostil, medio dependiente hacia Carlos, y donde creó catorce cardenales, todos napolitanos. El colegio cardenalicio que estaba a favor de Urbano VI, pronto se aliarían con el rey, para buscar la manera de deponer al papa o al menos arrestarlo. Urbano VI se entera del complot y encarceló a seis de ellos y confiscó sus bienes y los que no confesaron fueron torturados. El Rey y la Reina de Nápoles fueron excomulgados.
La respuesta del rey no se hizo esperar, Nocera fue sitiada por sus ejércitos, pero Urbano VI defendió el lugar. Luego de casi cinco meses el cerco a Nocera fue roto por los urbanitas y el papa escapó a Barletta, desde donde una flota genovesa lo llevó a él y a los cardenales prisioneros a Génova. Los cardenales fueron ejecutados con los cargos de traición. Por mediación de Inglaterra solo se salvó el cardenal Adán Aston. A los actos tiránicos del papa se sumaba la crueldad, lo que hizo que varios de sus cardenales cambiaran la obediencia al antipapa francés, Clemente VII.

### Cruzada contra Clemente VII y fallecimiento

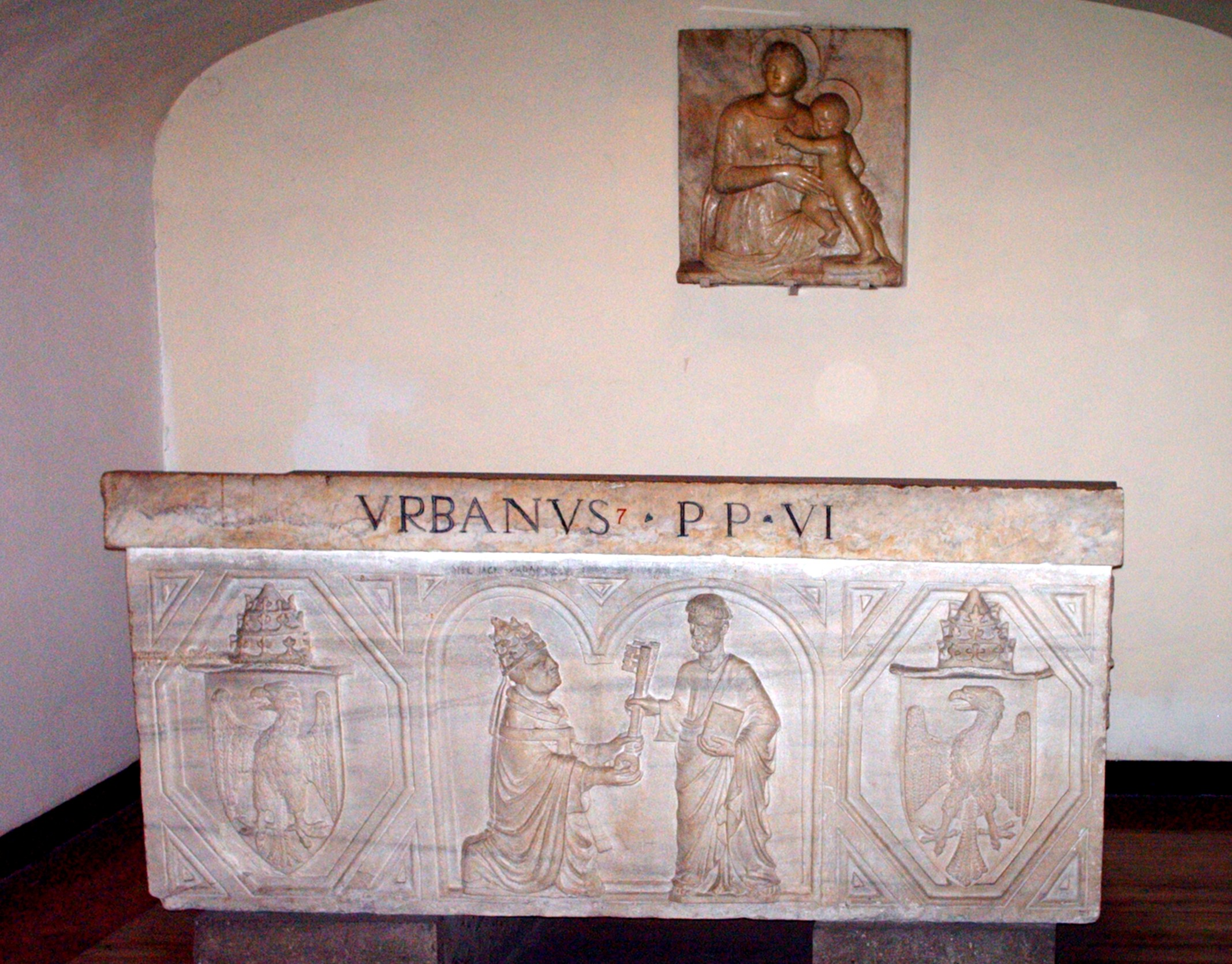
Tumba de Urbano VI, en las grutas vaticanas.

Urbano VI proclamó una cruzada en contra de Clemente VII en agosto de 1387, él mismo se dirigió a Perugia, donde permaneció hasta agosto de 1388, con la intención de reclutar soldados para liberar Nápoles que había caído en manos de los seguidores del antipapa. Sin embargo, por falta de recursos la tropa desertó y Urbano VI regresó a Roma. Ese mismo año proclamó un jubileo para 1390.
Se dice que de regreso a Perugia, Urbano VI se cayó de la mula causándole graves heridas, aunque se recuperó parece que por causa de las heridas murió el 15 de octubre de 1389. Algunos no descartan el envenenamiento. Fue sepultado en la basílica de San Pedro.

## Urbano VI en la literatura
Algunos aseguran que las llamadas profecías de san Malaquías se refieren a este papa como De inferno prægnante (preñado de infierno), cita que haría referencia a su apellido y al hecho de que su lugar de nacimiento fue un barrio de Nápoles llamado Inferno.